# İlya Xamikoyev
İlya Xamikoyev (ur. 9 października 1991) – azerski zapaśnik startujący w stylu wolnym. Zajął 25 miejsce w mistrzostwach Europy w 2012. Siódmy w Pucharze Świata w 2013. Mistrz kraju w 2012, a drugi w 2011 roku.